# Stertinius magnificus
Stertinius magnificus är en spindelart som beskrevs av Anna Maria Sibylla Merian 1911. Stertinius magnificus ingår i släktet Stertinius och familjen hoppspindlar. Inga underarter finns listade i Catalogue of Life.